# Ла-Пас (Гондурас)
Ла-Пас (ісп. La Paz) — місто й муніципалітет на заході центральної частини Гондурасу, адміністративний центр однойменного департаменту.

## Географія
Ла-Пас розташований на північний захід від столиці країни, міста Тегусігальпа. Абсолютна висота — 687 метрів над рівнем моря. Площа муніципалітету становить 207,5 км².

### Клімат
Місто знаходиться у зоні, котра характеризується кліматом тропічних саван. Найтепліший місяць — квітень із середньою температурою 27.2 °C (81 °F). Найхолодніший місяць — грудень, із середньою температурою 23.3 °С (74 °F).
| Клімат Ла-Паса          | Клімат Ла-Паса | Клімат Ла-Паса | Клімат Ла-Паса | Клімат Ла-Паса | Клімат Ла-Паса | Клімат Ла-Паса | Клімат Ла-Паса | Клімат Ла-Паса | Клімат Ла-Паса | Клімат Ла-Паса | Клімат Ла-Паса | Клімат Ла-Паса | Клімат Ла-Паса |
| Показник                | Січ.           | Лют.           | Бер.           | Квіт.          | Трав.          | Черв.          | Лип.           | Серп.          | Вер.           | Жовт.          | Лист.          | Груд.          | Рік            |
| Абсолютний максимум, °C | 32             | 37             | 38             | 37             | 37             | 37             | 38             | 36             | 35             | 37             | 36             | 33             | 38             |
| Середній максимум, °C   | 27             | 28             | 30             | 31             | 30             | 28             | 28             | 28             | 28             | 28             | 27             | 26             | 28             |
| Середня температура, °C | 23             | 24             | 25             | 27             | 26             | 25             | 25             | 25             | 25             | 25             | 23             | 23             | 25             |
| Середній мінімум, °C    | 20             | 20             | 21             | 22             | 22             | 21             | 21             | 21             | 20             | 21             | 20             | 19             | 21             |
| Абсолютний мінімум, °C  | 11             | 13             | 12             | 17             | 17             | 17             | 16             | 17             | 17             | 14             | 13             | 12             | 11             |
| Днів з дощем            | 8              | 1              | 2              | 6              | 8              | 10             | 9              | 9              | 14             | 8              | 7              | 8              | 90             |
| ----------------------- | -------------- | -------------- | -------------- | -------------- | -------------- | -------------- | -------------- | -------------- | -------------- | -------------- | -------------- | -------------- | -------------- |
| Джерело: Weatherbase    |                |                |                |                |                |                |                |                |                |                |                |                |                |

## Історія
Населений пункт було засновано 1750 року. 14 вересня 1848 отримав статус малого міста (Villa) й сучасну назву. 23 лютого 1861 року отримав статус міста (Ciudad) і став центром однойменного округу. Після створення 1869 року департаменту Ла-Пас, місто стало його адміністративним центром.

## Населення
За даними 2013 року чисельність населення становить 24 941 особу.
Динаміка чисельності населення міста за роками:
| 1988   | 2001   | 2013   |
| ------ | ------ | ------ |
| 11 000 | 15 889 | 24 941 |